# Досије икс (3. сезона)
Трећа сезона серије Досије икс је емитована од 22. септембра 1995. до 17. маја 1996. године и броји 24 епизоде.

## Опис
Главна постава се у овој сезони није мењала.

## Улоге

### Главне
- Дејвид Дуковни као Фокс Молдер
- Џилијан Андерсон као Дејна Скали

### Епизодне
- Мич Пилеџи као Волтер Скинер (Епизоде 1–2, 9, 14–17, 21, 23–24)

## Епизоде
| Бр. у серији | Бр. у сезони | Назив                        | Редитељ       | Сценариста                                                      | Пpемијерно емитовање |
| --- | ------------ | ---------------------------- | ------------- | --------------------------------------------------------------- | -------------------- |
| 50 | 1            | Благословени пут (2. део)    | Р. В. Гудвин  | Крис Картер                                                     | 22. септембар 1995.  |
| Пушач ради брзо да пронађе украдене рачунарске датотеке, али схвата да га спречава човек за кога је мислио да је мртав. У међувремену, Скали проналази губитак на следећам кораку и обраћа се својој породици за помоћ. |              |                              |               |                                                                 |                      |
| 51 | 2            | Спајалица (3. део)           | Роб Боумен    | Крис Картер                                                     | 29. септембар 1995.  |
| Молдер и Скали траже одговоре у вези открића старе фотографије на којој је његов отац и још неколико мушкараца. Истрага их одводи до старог напуштеног рудника где откривају опасну тајну. |              |                              |               |                                                                 |                      |
| 52 | 3            | Д. П. О.                     | Ким Менерс    | Хауард Гордон                                                   | 6. октобар 1995.     |
| Молдер је скептичан у вези налаза обдуцента у вези пете особе коју је ударио гром у малом градићу код Оклахоме. Њихова истрага о последњој смрти их одводи до једние особе која је преживела удар грома, младића пуног емоција. |              |                              |               |                                                                 |                      |
| 53 | 4            | Последњи сан Клајда Бракмена | Дејвид Натер  | Дарин Морган                                                    | 13. октобар 1995.    |
| Скептичан око видовњакињиних предвиђања о смрти неколицине прогностичара, Молдер проналази некога за кога верује да може да предвиди будућност. Хватање убице испада тешко, поготову, ако и убица може да предвиди будућност. |              |                              |               |                                                                 |                      |
| 54 | 5            | Списак                       | Крис Картер   | Крис Картер                                                     | 20. октобар 1995.    |
| Осуђеник на смрт одржава своје обећање да се врати из смрти и побије петоро људи одговорно за његову смрт. Страх од одмазде тера све да утврде да ли су они на списку док Молдер и Скали покушавају да утврде како се вратио да погуби своје џелате. |              |                              |               |                                                                 |                      |
| 55 | 6            | Превише стидљив              | Дејвид Натер  | Џефри Влеминг                                                   | 3. новембар 1995.    |
| Састајући се са непоузданом женом преко интернет услуге, серијски убица заводи свој плен правим речима. Ипак, Молдер и Скали утврђују да су ова убиства далеко од обичних јер су жртве прекривене некаквом супстанцом, супстанцом која вари киселину у желуцу. |              |                              |               |                                                                 |                      |
| 56 | 7            | Ход                          | Роб Боумен    | Џон Шибан                                                       | 10. новембар 1995.   |
| Још један пропали покушај убиства у војној болници занима Молдера за разговор са "Фантомским војником" који је спречио човекову смрт. Генерал у почетку одбија мешање ФБИ-ја док "Фантомски војник" не почне да га прогања. Али када је главни осумњичени четвороструки одстрањивач, суочавају се са глупошћу.                                                       |              |                              |               |                                                                 |                      |
| 57 | 8            | Тамница                      | Ким Менерс    | Чарлс Грант Крег                                                | 17. новембар 1995.   |
| Када је малолетница отета из свог дома, радница у брзој храни километрима даље се онесвешћује на послу, наводно искусећи оно што дете осећа. Када Молдер сазна да је жена била отета и држана као талац неколико година као и дете, он почиње да верује да је она можда кључ за проналажење девојчице.                                                               |              |                              |               |                                                                 |                      |
| 58 | 9            | Нисеи (1. део)               | Дејвид Натер  | Крис Картер, Хауард Гордон и Френк Спотниц                      | 24. новембар 1995.   |
| Препоручена пошта са видео-касетом на којој је обдукција ванземаљца доноси много сложену истрагу када Молдер и Скали пронађу увозника убијеног у свом дому наводно од стране врло моћног Јапанског дипломате. Док Молдера потрага за касетом одводи до вагона, Скали истражује НЛО скуп и открива да је неколико жена познаје.                                       |              |                              |               |                                                                 |                      |
| 59 | 10           | 731 (2. део)                 | Роб Боумен    | Френк Спотниц                                                   | 1. децембар 1995.    |
| Молдер је заробљен у возу чији је вагон можда повезан са бомбом, према речима убице који тврди да је агент НСА. У међувремену, Скали копа дубље у мистерију око њеног нестанка. |              |                              |               |                                                                 |                      |
| 60 | 11           | Открића                      | Дејвид Натер  | Ким Њутон                                                       | 15. децембар 1995.   |
| Молдер открива низ убистава са религијским мотивом. Свака од једанаест жртава тврди да је била стагматична, али за све се испоставило да је лаж. Када су молдер и Скали пронашли дечака који има ране од религијског значаја, покушавају да га заштите од убице за кога знају да ће доћи.                                                                            |              |                              |               |                                                                 |                      |
| 61 | 12           | Рат буба                     | Ким Менерс    | Дарин Морган                                                    | 5. јануар 1996.      |
| Градић је прекривен смртима код којих су тела прекривена бубашвабама. Радећи од куће, Скали има научно објашњење за све то, али Молдер, који је на месту злочина са стручњаком за бубе, сумња да инсекти можда нису органски, а ни са земље. |              |                              |               |                                                                 |                      |
| 62 | 13           | Разврставање страна          | Роб Боумен    | Крис Картер                                                     | 26. јануар 1996.     |
| Молдер и Скали истражују низ убистава у Новом Хампширу који можда имају везе са ретким планетарним савезом који утиче на понашање људи. |              |                              |               |                                                                 |                      |
| 63 | 14           | Гротеска                     | Ким Менерс    | Хауард Гордон                                                   | 2. фебруар 1996.     |
| Агенти Молдер и Скали се придружују Молдеровом бившем ментору, главном профајлери ФБИ-ја, на лсучају серијског убице који тврди да га је запосела демонска сила. Случај постаје још тежи када је осумњичени приведен, а убиства се и даље настављају. Молдер постаје повезан са тиме више него што се очекивало, а Скали, као и Скинер, је добоко забринута за њега. |              |                              |               |                                                                 |                      |
| 64 | 15           | Пајпер Мару (1. део)         | Роб Боумен    | Френк Спотниц и Крис Картер                                     | 9. фебруар 1996.     |
| Када је Француски брод послао посаду да пронађе мистериозни пакет из Другог светског рата, посада пада у бизарну болест, а агенти Молдер и Скали су послати да истраже. Истрага доводи до открића познатог лица, а Скинеров живот постаје угрожен. |              |                              |               |                                                                 |                      |
| 65 | 16           | Апокриф (2. део)             | Ким Менерс    | Френк Спотниц и Крис Картер                                     | 16. фебруар 1996.    |
| Док Молдер наставља да истражује бизарну болест која је почела са открићем мистериозног пакета из Другог светског рата у мору, неколико владиних службеника покушава да спречи то. А док се Скинер опоравља од рањавања, Скали открива да је он још у опасности од човека који јој је убио сестру.                                                                   |              |                              |               |                                                                 |                      |
| 66 | 17           | Дилер                        | Роб Боумен    | Винс Гилиган                                                    | 23. фебруар 1996.    |
| Агенти Молдер и Скали помажу на случају човека који је способан да натера људе да изврше његову молбу. Осумњичени користи своју мистериозну вештину да манипулише агентом Молдером у опасној завршници игре. |              |                              |               |                                                                 |                      |
| 67 | 18           | Ове две бубе                 | Ким Менерс    | Џон Шибан                                                       | 8. март 1996.        |
| Низ убистава се десио непосредно након што је редак артефакт донесен у Бостон са налазишта у Еквадору. Према речима Скалијеве, смрти су изгледа резултат политичког тероризма, али Молдер сумња на нешто још грозније. |              |                              |               |                                                                 |                      |
| 68 | 19           | Паклени новац                | Такер Гејтс   | Џефри Влеминг                                                   | 29. март 1996.       |
| Низ мистериозних смрти Кинеских имиграната, одводе агенте Молдера и Скали до Кинеске четврти у Сан Франциску. Агенти сарађују са Кинеско-Америчким детективом да би боље разумели језик и природу Кинеске културе, али једна ствар остаје застрашујуће јасна - код сваког тела недостаје неки унутрашњи огран.                                                       |              |                              |               |                                                                 |                      |
| 69 | 20           | Хозе Чанг "Из свемира"       | Роб Боумен    | Дарин Морган                                                    | 12. април 1996.      |
| Када пар тврди да су их отели ванземаљци, агенти Молдер и Скали покушавају да сазнају истину, али свако има различито тумачење приче, укључујући и ванземаљце лично. |              |                              |               |                                                                 |                      |
| 70 | 21           | Аватар                       | Џејмс Чарлсон | Синопис: Хауард Гордон Сценарио: Дејвид Дуковни и Хауард Гордон | 26. април 1996.      |
| Током тешког периода живота директора Скинера, он упознаје жену у кафани и проводи ноћ с' њом. Сутрадан, жена је мртва, а он је оптужен за убиство. Агенти и Молдер се придружују у истрази да скину љагу са шефовог имена. Како откривају трачке завере, сазнају нешто више о Скинеровим личним стварима.                                                           |              |                              |               |                                                                 |                      |
| 71 | 22           | Опасно место                 | Ким Менерс    | Ким Њутон                                                       | 3. мај 1996.         |
| Када је низ смрти и нестанака пријављен близу језера у малом граду, агенти Молдер и Скали су позвани да истраже. Како тамо приче о убици из воде круже међу становницима, агенти морају да пренесу своју истрагу на воду. |              |                              |               |                                                                 |                      |
| 72 | 23           | Жица                         | Роб Боумен    | Мет Бек                                                         | 10. мај 1996.        |
| Док агенти истражују низ убистава који су починили бесни грађани који су видели привиднну слику, Скалино поверење у Молдера је стављено на крајњу проверу. |              |                              |               |                                                                 |                      |
| 73 | 24           | Мала сирена (1. део)         | Р. В. Гудвин  | Синопис: Крис Картер Сценарио: Дејвид Дуковни и Крис Картер     | 17. мај 1996.        |
| Агенти Молдер и Скали траже човека који изгледа има чудне моћи што доводи до открића опасне тајне из Молдерове прошлости. Тајна би могла да одведе Молдера и Скали до ивице о открићу истине о постојању ванземаљаца. |              |                              |               |                                                                 |                      |